# Litteraturåret 1946

## Händelser
- 18 augusti – Den så kallade "Pippidebatten" med en kritisk artikel av professor John Landquist i Aftonbladet[1]
- 2 november – I Lund högtidlighålls 100-årsminnet av Esaias Tegnérs bortgång.

## Priser och utmärkelser
- Nobelpriset – Hermann Hesse, Tyskland[2]
- Bellmanpriset – Sigfrid Siwertz
- Svenska Dagbladets litteraturpris – Stig Dagerman, Tage Aurell och Bengt Anderberg
- Övralidspriset –  Ingvar Andersson

## Nya böcker

### 0 – 9
- 40-talslyrik (antologi)

### A – G
- Alla vi barn i Bullerbyn av Astrid Lindgren[3]
- Atticism – humanism, andra upplagan med tillägg 1946 av Vilhelm Ekelund
- Brand i Köpenhamn av Halldór Laxness
- Bron över Drina av Ivo Andric
- Brudarnas källa av Vilhelm Moberg
- Camera obscura (under pseudonymen Jan Wictor, tillsammans med Torgny Greitz) av Lars Gyllensten
- De dömdas ö av Stig Dagerman
- Den svenska tändsticksindustriens historia före de stora sammanslagningarna (tillsammans med Einar von Feilitzen) av Gunnar Cederschiöld
- Död mans hand av Folke Fridell[4].
- Fåglar av Bengt Anderberg
- Glaspärlespelet av Hermann Hesse

### H – N
- Hitom himlen av Stina Aronson
- Kometjakten av Tove Jansson
- Mästerdetektiven Blomkvist av Astrid Lindgren[3]

### O – U
- Om av Lars Ahlin
- Pan mot Sparta av Eyvind Johnson
- Paterson, Book I av William Carlos Williams
- Pippi Långstrump går ombord av Astrid Lindgren[3]
- Presidenten av Miguel Asturias
- Sagofolket som kom bort av Gustav Hedenvind-Eriksson
- Skriket och tystnaden av Werner Aspenström
- Strändernas svall av Eyvind Johnson
- Titus tronföljaren av Mervyn Peake

## Födda
- 4 januari – Agneta Klingspor, svensk journalist och författare.
- 7 januari – Anna-Clara Tidholm, svensk författare och illustratör.
- 22 januari – K. Arne Blom, svensk författare och översättare.
- 22 januari – Malcolm McLaren, brittisk konstnär, författare och musiker.
- 3 mars – Ulla Ekh, svensk författare.
- 22 mars – Rudy Rucker, amerikansk datavetare och science fiction-författare.
- 23 april – George Johansson, svensk science fiction-författare.
- 30 april – Sven Nordqvist, svensk barnboksförfattare, tecknare och illustratör.
- 14 maj – Bo Gustavsson, svensk författare, kritiker och översättare.
- 15 maj – Cecilia Hagen, svensk journalist och författare.
- 23 maj – Stig Edling, svensk författare, dokumentärfilmare, bokförläggare och journalist.
- 30 maj – Jens Smærup Sørensen, dansk författare.
- 15 juni – Bengt Berg, svensk författare och översättare.
- 25 juni – Elisabeth Helms, svensk översättare.
- 19 juli – Dorte Karrebæk, dansk illustratör och författare.
- 14 september – Anna Westberg, svensk journalist och författare.
- 6 oktober – Fam Ekman, svensk konstnär och författare.
- 20 oktober – Elfriede Jelinek, österrikisk författare, nobelpristagare 2004.
- 15 november – Johan Hagelbäck, svensk konstnär, barnboksförfattare och animatör.

## Avlidna
- 8 februari – Miles Mander, 57, brittisk skådespelare, regissör, manusförfattare, romanförfattare och pjäsförfattare.
- 1 juni – Hasse Zetterström, Hasse Z, 69, svensk författare, humorist.
- 6 juni – Gerhart Hauptmann, 83, tysk författare, nobelpristagare 1912.
- 27 juli – Gertrude Stein, 72, amerikansk kulturpersonlighet, avantgarde-författare.
- 13 augusti – H.G. Wells, 79, brittisk science fiction-författare.

### Fotnoter
1. ↑  ”Astrid Lindgren”. http://www.astridlindgren.se/mer-fakta/utvalda-artal. Läst 21 mars 2011.
2. ↑  ”Nobelpriset i litteratur”. https://www.nobelprize.org/prizes/lists/all-nobel-prizes-in-literature/. Läst 20 mars 2011.
3. 1 2 3  ”Astrid Lindgren”. http://www.astridlindgren.se/verken/bocker/textbocker. Läst 21 mars 2011.
4. ↑  Sverige 1900-talet – Arbetets ansikten i litteraturen, NE, Bra Böcker, 2000